# 1월 16일
1월 16일은 그레고리력으로 16번째(윤년일 경우도 16번째) 날에 해당한다.

## 사건
- 기원전 27년 - 로마 제국에서 옥타비아누스가 원로원으로부터 '프린켑스(제1시민)', '아우구스투스(존귀한 자)' 등의 칭호를 받았다.
- 1919년 - 미국에서 금주법이 시행되었다.
- 1966년 - 존슨 아그이이론시가 나이지리아의 대통령직을 시작했다.
- 1969년 - 구소련의 우주선 소유즈 4호와 5호 우주 도킹.
- 1979년 - 이란 국왕 레자 샤 팔라비가 이란 혁명으로 망명.
- 1991년 - 다국적 연합군이 걸프 전쟁 중 사막 보호 작전의 일환으로 이라크에 대한 공중폭격을 실시했다.
- 2015년 - 중앙고속도로 연쇄 추돌 사고가 발생했다.

## 문화
- 2004년 - 마이크로소프트, 마이크로소프트 오피스 97의 판매 및 지원 중단.
- 2014년 - 대한민국의 7인조 남성그룹 GOT7(갓세븐) 데뷔.
- 2015년 - 대한민국의 6인조 여성그룹 여자친구 데뷔.

## 탄생
- 1728년 - 이탈리아의 오페라 작곡가 니콜로 피치니. (~1800년)
- 1870년 - 미국의 야구 선수 지미 콜린스. (~1943년)
- 1901년 - 쿠바의 정치인 풀헨시오 바티스타. (~1973년)
- 1903년 - 대한민국의 시인 김영랑. (~1950년)
- 1915년 - 미국의 해군 군인, 정치인 안수산. (~2015년)
- 1920년 - 대한민국의 사회운동가 겸 조직폭력배 김영태. (~2010년)
- 1924년 - 대한민국의 군인, 정치가 전부일. (~2004년)
- 1925년 - 일본의 야구인 아베 하치로.
- 1929년 - 대한민국 14대 대통령 김영삼의 영부인 손명순. (~2024년)
- 1930년
  - 대한민국의 정치인 심봉섭. (~2000년)
  - 프랑스의 배우 미쉘린 루치오니. (~1992년)
- 1931년 - 미국의 배우 엘렌 홀리. (~2023년)
- 1933년 - 미국의 소설가 수전 손택. (~2004년)
- 1943년 - 대한민국의 배우 김난영. (~1985년)
- 1944년
  - 대한민국 최초의 시각 장애인 박사 강영우. (~2012년)
  - 독일의 영화배우 토마스 프리치. (~2021년)
- 1948년 - 일본의 전 야구 선수, 정치인 호리우치 쓰네오.
- 1956년 - 대한민국의 배우, 연극연출가 윤석화.
- 1957년
  - 대한민국의 기업인 김효준.
  - 아르헨티나의 배우 리카르도 다린.
- 1958년 - 대한민국의 성우 박기량.
- 1959년 - 영국의 가수 샤데이 아두.
- 1960년 - 대한민국의 가수 장혜리.
- 1963년
  - 영국과 미국의 경제학자 사이먼 존슨.
  - 일본의 성우 히노 유리카.
- 1965년
  - 대한민국의 가수 및 작사가 겸 작곡가 임형순.
  - 대한민국의 가수 하준.
- 1967년
  - 칠레의 축구 선수 이반 사모라노.
- 1968년 - 대한민국의 기업인 조현준.
- 1969년 - 대한민국의 의사, 대학교수 김대중.
- 1972년 - 대한민국의 배우 원웅재.
- 1973년
  - 대한민국의 배우 류성훈.
  - 대한민국의 음악가 남상아.
  - 미야마에 마키.
- 1974년 - 영국의 패션 모델 케이트 모스.
- 1976년 - 대한민국의 방송인 장희영.
- 1978년 - 대한민국의 전 야구 선수, 야구 코치 홍세완.
- 1979년
  - 미국의 가수 알리야.
  - 대한민국의 배우 조우진.
- 1980년
  - 도미니카 공화국의 야구 선수 앨버트 푸홀스.
  - 말리의 축구 선수 세이두 케이타.
  - 미국의 작곡가, 작사가, 배우 린마누엘 미란다.
- 1981년
  - 안도라의 가수 마르타 루르.
  - 일본의 성우 다카하시 겐지.
  - 일본의 스피드스케이팅 선수 오이카와 유야.
- 1982년
  - 대한민국의 군인 출신 대학 교수, 정치인 조동연.
  - 대한민국의 농구 선수 김민수.
  - 튀르키예의 축구 선수, 지도자 툰자이 샨르.
- 1983년 - 우크라이나의 축구 선수 안드리 루솔.
- 1984년
  - 대한민국의 배우 이다일.
  - 스위스의 축구 선수 슈테판 리히트슈타이너.
  - 남아프리가 공화국의 방송인 브로닌 멀렌.
- 1985년
  - 대한민국의 배우 이민기.
  - 대한민국의 앵커 이세나.
  - 대한민국의 종합격투기 선수 임현규.
  - 아르헨티나의 축구 선수 파블로 사발레타.
- 1986년 - 일본의 축구 선수 니와 다이키.
- 1987년
  - 대한민국의 축구 선수 박주호.
  - 대한민국의 래퍼 매슬로.
- 1988년
  - 덴마크의 축구 선수 니클라스 벤트네르 (VfL 볼프스부르크).
  - 대한민국의 스타그래프트, 프로게이머 최지성.
  - 대한민국의 배우 김태준.
- 1989년
  - 대한민국의 축구 선수 박요한.
  - 캐나다의 싱어송라이터 카이자.
- 1990년 - 대한민국의 보디빌딩 선수 김나인.
- 1991년
  - 대한민국의 가수 이대원.
  - 대한민국의 전직 배구 선수 김미연.
- 1992년
  - 대한민국의 희극인 윤승현.
  - 대한민국의 희극인 이은지.
  - 아일랜드의 축구 선수 맷 도허티.
- 1993년
  - 대한민국의 가수 성진 (DAY6).
  - 대한민국의 배우 노종현.
  - 대한민국의 배우 김혜인.
  - 대한민국의 희극인 이지수. (~2023년)
- 1995년
  - 대한민국의 모델 심소영.
  - 대한민국의 펜싱 선수 이혜인.
  - 일본의 축구 선수 미나미노 다쿠미.
- 1996년
  - 대한민국의 가수 제니 (BLACKPINK).
  - 대한민국의 만화가 박지.
- 1997년 - 스페인의 축구 선수 파우 토레스.
- 1998년 - 대한민국의 가수 승관 (세븐틴).
- 2000년 - 대한민국의 축구 선수 최승훈.
- 2001년
  - 대한민국의 가수, 배우 김민지.
  - 대한민국의 축구 선수 박예찬.
- 2002년 - 대만의 가수 켈리.
- 2003년 - 대한민국의 배우 주혜린.
- 2004년 - 대한민국의 가수 하윤.
- 2009년
  - 대한민국 키즈모델, 유튜버 나하은.
  - 대한민국의 가수 주빈.

### 미상
- 대한민국의 가수 재민.

## 사망
- 1710년 - 제113대 일본의 천황 히가시야마 천황. (1675년~)
- 1794년 - 영국의 역사가 에드워드 기번. (1737년~)
- 1864년 - 조선의 제25대 임금 철종. (1831년~)
- 1891년 - 프랑스의 작곡가 레오 들리브. (1836년~)
- 1944년 - 대한민국의 시인 이육사. (1904년~)
- 1972년 - 미국의 배우 로스 배그더세리언. (1919년~)
- 1980년 - 독일의 영화감독 막스 W. 키미히. (1893년~)
- 2015년 - 중국의 가수 야오베이나. (1981년~)
- 2017년 - 미국의 우주비행사 유진 서넌. (1934년~)
- 2018년 - 대한민국의 시인 이승훈. (1942년~)
- 2018년 - 대한민국의 국회의원 심융택. (1936년~)
- 2020년 - J. R. R. 톨킨의 아들 크리스토퍼 톨킨. (1924년~)
- 2021년
  - 대한민국의 시인 최정례. (1955년~)
  - 미국의 음반 프로듀서 필 스펙터. (1939년~)
- 2022년
  - 말리의 제6대 대통령 이브라임 부바카르 케이타. (1945년~)
  - 체코의 가수 하나 호르카. (1964년~)
- 2023년
  - 이탈리아의 영화배우 지나 롤로브리지다. (1927년~)
  - 소련과 라투니아의 카누 선수 블라다스 체슈나스. (1940년~)
- 2024년
  - 대한민국의 소설가 박일문. (1959년~)
  - 미국의 작곡가 피터 쉬켈. (1935년~)
  - 미국의 음악가 피터 시컬리. (1935년~)
- 2025년
  - 미국의 스포츠 해설자 밥 유커. (1934년~)
  - 잉글랜드의 영화배우 조앤 플로라이트. (1929년~)

## 기념일
- 종교 자유의 날(National Religious Freedom Day): 미국
- 교사의 날: 태국

## 같이 보기
- 전날: 1월 15일 다음날: 1월 17일 - 전달: 12월 16일 다음달: 2월 16일
- 음력: 1월 16일
- 모두 보기